# Little Johnny Taylor
Pour les articles homonymes, voir Taylor.
Little Johnny Taylor (né Johnny Lamont Merrett, 11 février 1943 - 17 mai 2002) est un chanteur de blues et de soul américain. Il effectue des enregistrements tout au long des années 1960 et 1970, et continue à se produire en public au cours des années 1980 et 1990. Sa chanson la plus célèbre est Part Time Love en 1963, no 1 dans le classement Rhythm & Blues et intégrée dans la liste Classic of Blues Recording de la Blues Foundation en 2003.

## Biographie
Né à Gregory, dans l'Arkansas, il est fréquemment confondu avec son contemporain et presque homonyme Johnnie Taylor, d'autant que ce dernier a fait une reprise de Part Time Love, et que les deux hommes originaires de l'Arkansas ont commencé leur carrière en tant que chanteurs de gospel.
Little Johnny Taylor déménage à Los Angeles en 1950 et chante avec les Mighty Clouds of Joy avant de se lancer dans la musique profane. Il intègre l'orchestre de Johnny Otis et se produit dans les clubs de West Coast blues de la ville. Influencé par Little Willie John, il enregistre d'abord en tant qu'artiste de rhythm and blues pour le label Swingin' Records de Hunter Hancock.
Cependant, il n'obtient pas de succès majeur avant de signer avec Galaxy, la filiale de Fantasy Records basée à San Francisco. Son premier succès est le blues mid-tempo You'll Need Another Favor, chanté dans le style de Bobby Blue Bland, avec un arrangement de Ray Shanklin, et produit par Cliff Goldsmith. Le suivant, Part Time Love, écrit par Clay Hammond et avec Arthur Wright à la guitare, devient son plus grand succès, atteignant le n°1 dans le classement Hot R&B Singles du magazine Billboard, et le n°19 dans le Billboard Hot 100, en octobre 1963. Cependant, ses successeurs sur Galaxy ont beaucoup moins de réussite.
En 1971, Taylor signe avec le label Ronn, la filiale de Jewel Records à Shreveport en Louisiane, où il décroche son deuxième hit dans le top 10 R&B avec Everybody Knows About My Good Thing. L'année suivante, il connaît un autre succès avec Open House at My House. Chez Ronn, Taylor enregistre également des duos avec Ted Taylor (également sans relation), notamment l'album The Super Taylors en 1973.
Bien qu'il n'enregistre qu'avec parcimonie dans les années 1980 et 1990, il reste un artiste actif jusqu'à sa mort en mai 2002, à l'âge de 59 ans, à Conway, Arkansas, où il habitait,.

## Discographie

### Albums
- 1963 : Little Johnny Taylor (Galaxy - LP)
- 1972 : Everybody Knows About My Good Thing (Ronn - LP)
- 1973 : The Super Taylors avec Ted Taylor (Ronn - LP)
- 1973 : Open House at My House (Ronn - LP)
- 1978 : L.J.T. (Ronn - LP)
- 1988 : Stuck in the Mud (Ichiban - LP)
- 1988 : Ugly Man (Ichiban - LP)
- 1997 : Part Time Love (Ronn - CD)
- 1997 : You're Looking Good (Nasha - CD)

### Singles classés dans les charts
| Année | Single                                   | Position | Position |
| Année | Single                                   | US Pop   | US R&B   |
| ----- | ---------------------------------------- | -------- | -------- |
| 1963  | You'll Need Another Favor                | -        | 27       |
| 1963  | Part Time Love                           | 19       | 1        |
| 1964  | Since I Found A New Love                 | 78       | *        |
| 1966  | Zig Zag Lightning                        | -        | 43       |
| 1971  | Everybody Knows About My Good Thing Pt.1 | 60       | 9        |
| 1972  | It's My Fault Darling                    | -        | 41       |
| 1972  | Open House At My House (Part 1)          | -        | 16       |
| 1973  | I'll Make It Worth Your While            | -        | 37       |
| 1974  | You're Savin' Your Best Loving For Me    | -        | 83       |